# Ousmane Touré
Ousmane Touré (2002. november 1. –) mali úszó, ifjúsági olimpikon.

## Élete
2018-ban tagja volt a Buenos Airesben rendezett nyári ifjúsági olimpián szereplő Mali csapatának, ahol 100 méter pillangón a 45. lett (1:04,02), míg 50 méter pillangón a 47. helyen végzett (28,32). A rá következő évben, a marokkói főváros, Rabat adott otthont a 2019. évi Afrikai játékoknak, ahol 50 és 100 méter pillangón állt rajthoz, előbbiben a 28., míg az utóbbiban a 26. helyen zárt.
2018 végén, a hangcsoui rövid pályás úszó-világbajnokságon a 71. helyen végzett a 100 méteres pillangóúszók mezőnyében, ugyanakkor a 200 méteres vegyesúszásban a 41. lett. A kvangdzsui vizes-vb-n (2019) ismét 50 és 100 méter pillén ugrott vízbe, itt a 71., illetve a 72. helyet sikerült megszereznie.

## Egyéni rekordjai
| Versenyszám        | Időeredmény | Esemény                                  | Helyszín  | Dátum        |
| 50 méteres medence |             |                                          |           |              |
| 50 m pillangó      | 27,67       | 2019-es úszó-világbajnokság              | Kvangdzsu | július 21.   |
| 100 m pillangó     | 1:00,81     | 2019-es úszó-világbajnokság              | Kvangdzsu | július 26.   |
| rövid pálya (25 m) |             |                                          |           |              |
| 100 m pillangó     | 1:01,76     | 2018-as rövid pályás úszó-világbajnokság | Hangcsou  | december 12. |
| 200 m vegyes       | 2:17,61     | 2018-as rövid pályás úszó-világbajnokság | Hangcsou  | december 11. |